# IC 842
IC 842 ist eine Balken-Spiralgalaxie vom Hubble-Typ SBc im Sternbild Coma Berenices am Nordsternhimmel. Sie ist schätzungsweise 326 Millionen Lichtjahre von der Milchstraße entfernt und hat einen Durchmesser von etwa 115.000 Lichtjahren.  Die Galaxie ist Mitglied des Coma-Galaxienhaufens Abell 1656.

Im selben Himmelsareal befinden sich u. a. die Galaxien IC 843, IC 3991, IC 4032, IC 4088.
Das Objekt wurde am 3. Mai 1866 vom US-amerikanischen Astronomen Truman Henry Safford entdeckt.